# Andrea Ferrigato
Andrea Ferrigato (Schio, 1 de setembre de 1969) és un ciclista italià, ja retirat, que fou professional entre 1991 i 2005. En el seu palmarès destaquen una etapa del Giro d'Itàlia de 1994, el Campionat de Zúric de 1996 i el Gran Premi de Plouay de 1997. El 1996 finalitzà en segona posició a la Copa del món de ciclisme, per darrere Johan Museeuw.

## Palmarès
- 1990
  - 1r al Gran Premi de Poggiana
  - 1r al Giro del Casentino
  - 1r a l'Astico-Brenta
- 1991
  - 1r al Giro de la Província de Reggio Calabria
- 1994
  - Vencedor d'una etapa del Giro d'Itàlia
  - Vencedor d'una etapa del Gran Premi Pony Malta
- 1995
  - 1r al Gran Premi de la indústria i l'artesanat de Larciano
- 1996
  - 1r a la Leeds Classic
  - 1r al Campionat de Zúric
  - 1r al Giro della Romagna
  - 1r al Trofeo Matteotti
- 1997
  - 1r al Gran Premi de Plouay
  - Vencedor d'una etapa de la Tirrena-Adriàtica
- 1999
  - 1r al Trofeo Pantalica
  - 1r a la Berner Rundfahrt
  - Vencedor d'una etapa dels Quatre dies de Dunkerque
- 2001
  - 1r a la Volta ao Algarve
- 2002
  - Vencedor d'una etapa de l'Étoile de Bessèges
- 2003
  - 1r al Gran Premi Nobili Rubinetterie
  - Vencedor d'una etapa del Giro della Liguria

### Resultats al Giro d'Itàlia
- 1992. 83è de la classificació general
- 1994. 28è de la classificació general. Vencedor d'una etapa
- 1995. Abandona (3a etapa)
- 1997. Abandona (7a etapa)
- 1998. 64è de la classificació general
- 1999. Abandona (13a etapa)
- 2000. 95è de la classificació general
- 2004. 84è de la classificació general

### Resultats al Tour de França
- 1993. Abandona (13a etapa)
- 1995. 54è de la classificació general
- 1996. 46è de la classificació general
- 1998. Abandona (18a etapa)